# العميشة (شرس)

تعديل مصدري - تعديل

العميشة هي إحدى قرى عزلة شرس الاسفل بمديرية شرس التابعة لمحافظة حجة، بلغ تعداد سكانها 66 نسمة حسب تعداد اليمن لعام 2004.